# Sminthopsis
Sminthopsis (Thomas, 1887) è un genere di marsupiali della famiglia dei Dasiuridi che comprende i cosiddetti dunnart o topi marsupiali dalle zampe strette, animali principalmente insettivori originari di Australia, Tasmania e Nuova Guinea.

## Etimologia
La parola Sminthopsis deriva dal greco antico «σμίνθος» (smínthos), cioè «topi». La parola «dunnart», invece, viene dalla parola di lingua Noongar «danard», riferito allo Sminthopsis griseoventer.

## Descrizione
Simili ai topi comuni, anche se non imparentati, i dunnart presentano delle zampe più strette. Hanno una pelliccia generalmente grigiastra nella parte superiore e un ventre bianco, alcune specie recano una striscia nera in faccia. Hanno un muso piuttosto allungato e delle orecchie appuntite. La cosa, lunga quasi quanto il corpo, è uniforme in quasi tutte le specie. Funge, in alcuni sottogruppi che vivono in climi semi-aridi come sacca di deposito di riserva in vista di periodi di carestia. Generalmente il peso oscilla tra i 10-30 grammi e hanno una lunghezza del corpo tra i 7 e i 12 centimetri.

## Biologia
I dunnart abitato diverse tipologie di habitat, dalle foreste ai deserti. Vivono principalmente a terra ma sono in grado di arrampicarsi. Sono animali principalmente notturni che dormono durante il giorno in tane proprie o fessure e giacigli naturali. Questi animali non presentano un comportamento territoriale e generalmente non formano gruppi sociali numerosi.
Contrariamente a molti altri marsupiali, le femmine di dunnart hanno un marsupio ben sviluppato con otto o dieci capezzoli. La gestazione di una femmina dura 11-16 giorni circa e nascono in media tra i sette e gli otto cuccioli, che passeranno i primi 40 giorni di vita nel marsupio materno. Raggiungono l'autonomia dopo ulteriori 20 giorni da trascorrere nel nido, mentre quella sessuale dopo 4-5 mesi. L'aspettativa di vita è intorno ai 2 anni.
La minaccia maggiore per la sopravvivenza dei dunnart è la distruzione del proprio habitat naturale. La specie Sminthopsis aitkeni è elencata tra gli animali critici a rischio di estinzione dallo IUCN, in seguito agli incendi australiani occorsi nel 2019-2020, mentre altre 3 specie sono minacciate.

## Tassonomia
Il nome Sminthopsis fu pubblicato per la prima volta da Oldfield Thomas nel 1887, notando che il nome precedentemente attribuito a questo genere, Podabrus, era già occupato da un genere di scarafaggi. La serie tipo è il Sminthopsis crassicaudata, pubblicato per la prima volta nel 1844 da John Gould.
Il genere Sminthopsis comprende 21 specie, indigene dell'Oceania continentale. Della stessa tribù fanno parte anche i kultarr e i ningaui. Non sono da confondere con il genere Marmosa comprendente gli opossum topo.

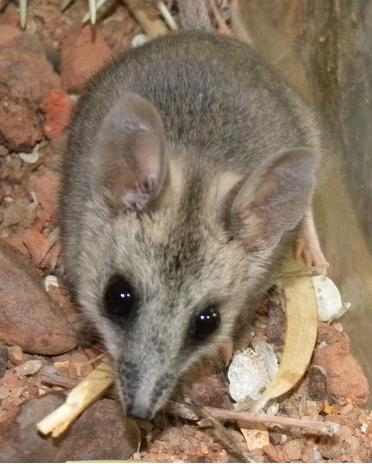
Dunnart dalla faccia striata, Sminthopsis macroura

Le specie di dunnart divise per sottogruppi sono:
- S. crassicaudata
  - dunnart dalla cosa grossa: Sminthopsis crassicaudata
- S. macroura
  - dunnart di Kakadu: Sminthopsis bindi
  - dunnart di Butler: Sminthopsis butleri
  - dunnart del Julia Creek: Sminthopsis douglasi
  - dunnart dalla faccia striata: Sminthopsis macroura
  - dunnart dalle guance rosse: Sminthopsis virginiae
- S. granulipes
  - dunnart dalla coda bianca: Sminthopsis granulipes
- S. griseoventer
  - dunnart dal ventre grigio: Sminthopsis griseoventer
  - dunnart dell'isola Boullanger: Sminthopsis boullangerensis
  - dunnart dell'isola dei Canguri: Sminthopsis aitkeni
- S. longicaudata
  - dunnart dalla coda lunga: Sminthopsis longicaudata
- S. murina
  - dunnart castano: Sminthopsis archeri
  - dunnart dalla coda lunga minore: Sminthopsis dolichura
  - dunnart fuligginoso: Sminthopsis fuliginosus
  - dunnart di Gilbert: Sminthopsis gilberti
  - dunnart dai piedi bianchi: Sminthopsis leucopus
  - dunnart comune: Sminthopsis murina
- S. psammophila
  - dunnart dai piedi pelosi: Sminthopsis hirtipes
  - dunnart di Ooldea: Sminthopsis ooldea
  - dunnart delle dune: Sminthopsis psammophila
  - dunnart dai piedi pelosi minore: Sminthopsis youngsoni